# Сахарный человек
«Сахарный человек» — песня российского рэп-исполнителя GONE.Fludd, являющаяся частью его четвёртого мини-альбома «Суперчуитс», выпущенного 27 сентября 2018 года лейблом Sony Music Russia через цифровую дистрибуцию. Продюсером композиции стал российский музыкант Swiftness2H, ранее уже сотрудничавший с рэпером над несколькими треками из альбома Boys Don’t Cry, а автором текста — сам GONE.Fludd.
Текст «Сахарного человека» является метафоричным и описывает наркотическую зависимость лирического героя через призму пристрастия к условным «сладостям». При этом как тема трека, так и его звучание несколько контрастируют с остальными композициями с «Суперчуитс» — звучание представляется более меланхоличным, в то время как текст затрагивает серьёзную проблему наркотической зависимости.
Песня получила положительные отзывы от профильных журналистов и стала одной из наиболее популярных работ GONE.Fludd среди его поклонников. Критики неоднократно заявляли, что «Сахарный человек» — лучшая композиция из альбома «Суперчуитс»; положительными качествами трека называли как смысловое наполнение, так и мелодичное и мягкое звучание инструментальной составляющей.

## Создание и релиз
«Сахарный человек», как и остальные треки из мини-альбома «Суперчуитс», является идейным продолжением студийного альбома Boys Don’t Cry, вышедшего в апреле 2018 года и ставшего началом популярности для GONE.Fludd. Отличительной чертой Boys Don’t Cry и вышедшего в сентябре того же года «Суперчуитс» является так называемый «позитивный рэп» — подход в создании музыки и текста, который выделил Александра Смирнова на фоне остальных рэперов того времени, представляющих более жёсткий и грубый рэп, а также собственный жаргон, названный автором «флексикон». Несмотря на это, «Сахарный человек» (наряду с треком «Пустота») является одним из исключений из этого стиля: «флексикон» в нём не используется, а звучание несколько контрастирует с остальными композициями с «Суперчуитс» — оно более меланхоличное, а тема песни затрагивает серьёзную проблему наркотической зависимости. Сам GONE.Fludd одно время употреблял запрещённые вещества, объясняя своё пристрастие способом уйти от стресса, вызванного неожиданной популярностью. В интервью на шоу «вДудь» он отмечал вред наркотиков, заявляя что они «могут сбить сбить вас с пути и вы наделаете много глупостей».
Текст был написан самим Александром «GONE.Fludd» Смирновым и является вольным переосмыслением культовой песни американского автора-исполнителя Сиксто Родригеса. Текст «Сахарного человека» является метафоричным и описывает наркотическую зависимость лирического героя через призму пристрастия к условным «сладостям». В песне лирический герой взывает к «Сахарному человеку», персонажу песни, представляющему из себя торговца наркотиками. Как признавался Александр в интервью Юрию Дудю, материал, из которого вырос «Сахарный человек», изначально специально создавался для совместного трека с рэпером ЛСП. По словам GONE.Fludd, он максимально сильно старался над написанием песни, чтобы соответствовать уровню ЛСП. Когда он поделился с рэпером наработками, составляющими один куплет и припев, однако в конечном счёте певец отказал GONE.Fludd, посчитав текст будущей песни слишком запутанным и непонятным. Учтя критику, Александр написал второй куплет и решил доделать и выпустить песню самостоятельно.
Инструментал для песни был написан казахстанским музыкантом Алмазом Агадыловым, более известным под псевдонимом Swiftness2H. Ранее он уже сотрудничал с рэпером над несколькими треками из альбома Boys Don’t Cry. На YouTube-шоу «По студиям» Swiftness2H рассказывал, что начал писать музыку для песни во время обучения в университете, и изначально инструментал создавался не специально для GONE.Fludd, а как промо-проект, готовый бесплатный бит, для социальных сетей битмейкера: «у меня в группе, кажется, тогда тысяча подписчиков стукнуло, и я подумал: надо сделать какой-нибудь простенький биток <…> в честь тысячи подписчиков». По словам Алмаза, на создание композиции у него ушло 15-20 минут. Далее он отправил его Александру, который сразу же купил работу, из-за чего Алмазу пришлось удалить бит из открытого доступа. На шоу «Узнать за 10 секунд» Александр заявлял, что в бите почти нет мелодии и потому ему пришлось создавать её с помощью собственной вокальной партии, сравнив такое решение с техникой Ди Энджело, который, по словам GONE.Fludd, «поёт аккордами».
Впервые сниппет (отрывок песни) «Сахарного человека» был продемонстрирован публике 5 июля 2018 года на шоу журнала «Афиша» «Узнать за 10 секунд». 27 августа артист на своей странице в социальной сети Twitter сообщает о почти полной готовности песни, заявляя, что считает её одной из лучших своих работ. «Сахарный человек» вышел в рамках четвёртого мини-альбома GONE.Fludd «Суперчуитс», выпущенного 27 сентября 2018 года лейблом Sony Music Russia через цифровую дистрибуцию. После выхода песни в рамках альбома через некоторое время она получила платиновый статус.

### Музыкальный клип
Спустя почти год после выхода песни и альбома «Суперчуитс», 29 июня 2019 года у себя в социальной сети Instagram рэпер продемонстрировал отрывок из будущего клипа и анонсировал закрытую презентацию музыкального видео, которая прошла 1 июля 2019 года при поддержке компании Nike на заднем дворе их фирменного магазина в пространстве Nike Backyard на Кузнецком Мосту в центре Москвы. Через два дня состоялась полноценная открытая премьера музыкального видео на видеохостинге YouTube. По состоянию на 4 сентября 2022 года клип набрал больше 11 миллионов просмотров. Производством музыкального видео занималась команда FMT.JETLAG, а режиссёром выступил Александр Самбур. По словам GONE.Fludd на YouTube-шоу «Вписка», музыкальный клип был снят на деньги, заработанные во время резкого скачка популярности артиста и в целом съёмки обошлись ему недёшево. Главные роли в сюжете видео исполнили сам GONE.Fludd и актриса Анастасия Шемякина; помимо него в съёмках также приняли участие его друзья по объединению GlamGoGang!. Сюжет экранизации «Сахарного человека» рассказывает о вреде наркотиков и с помощью визуальных метафор показывает последствия зависимости. Сам Александр так описывал историю клипа:
По сюжету клипа, герои забегают в здание, которое символизирует наркотическую зависимость. И у нас есть коридор, отражающий этот путь, и по бокам, с обеих сторон, двери, означающие различные наркотики. Мы забегаем в первую дверь — эта комната символизирует марихуану. <…> Далее мы выходим из неё и Настя, актриса, которая играла главную героиню, её взгляд притягивает какая-то сияющая дверь и она зовёт меня туда. Эта комната символизирует такой наркотик, как экстази.
Съёмки, участие в которых приняли больше 100 человек, длились на протяжении трёх дней: первая смена составила 16 часов, вторая — 24 часа, третья — 17 часов. Смирнов признался, что для него это стали самые масштабные и крупные съёмки из всех, что были у артиста на тот момент, и тогда увидел, как работают профессионалы. GONE.Fludd наполнил музыкальное видео отсылками: на Сиксто Родригеса, своё раннее творчество: альбомы High Lust и «Обезьяны в офисе», а также на фильм «На игле». Так как клип снимался на плёнку, что является не самым дешёвым форматом съёмки, на каждую сцену приходилось максимум по три дубля, а рэпер и актёры предварительно несколько раз репетировали сцены с выключенной камерой.

## Восприятие
«Сахарный человек» удостоился положительных отзывов от профильных критиков, а также признавался ими как один из главных хитов GONE.Fludd за всю его творческую карьеру. Самим Сарвари, представляющий издание «Канобу», в своей рецензии на «Суперчуитс» назвал трек мелодичным и мягким и охарактеризовал его как «сладостное удовлетворение» после не менее удачного «Дрипсэта», предшествующего «Сахарному человеку» в плейлисте мини-альбома. Помимо этого критик посчитал, что «Сахарный человек» не только понравится аудитории рэпера, но и расширит её. Коллега Сарвари по «Канобу» Кирилл Бусаренко в своей статье «Главные русские альбомы 2018» выделил «Сахарного человека» среди остальных треков с «Суперчуитс», назвав её примером творчества GONE.Fludd с серьёзным подтекстом и охарактеризовав как «песню о наркотиках, напоминающую страшную детскую сказку». Николай Редькин из The Flow посчитал песню самой «трагичной вещью» в альбоме, отметил её иносказательность, а также заметил, что в треке цитируются старые работы Касты и Смоки Мо. «Настолько красивой и волнующей песни о наркотиках вы за эти годы точно не слышали», — подытоживает Редькин. В другой статье The Flow «Сахарный человек» был назван главным хитом альбома «Суперчуитс».

## Список композиций
| №  | Название           | Текст песни       | Музыка      | Длительность |
| -- | ------------------ | ----------------- | ----------- | ------------ |
| 1. | «Сахарный человек» | Александр Смирнов | Swiftness2H | 2:45         |

## Позиции в чартах
| Чарт (2018)          | Высшая позиция |
| -------------------- | -------------- |
| Россия («ВКонтакте») | 3              |
| Россия (Apple Music) | 5              |